# Barnvakt (musikalbum)
Barnvakt är ett musikalbum av Mojje från 2007.

## Låtlista
1. Barnvakt
2. Discobowling kung
3. Coola balla brillor
4. Var ligger landet där man böjer bananerna
5. Sitter fast i en lift
6. P-Nils
7. Chans på dig
8. Roberto
9. Svenne tåsvett
10. Hjälten
11. Sommarvän
12. Theos sång